# Jubilee
Jubilee o Jubileu (literalment en català: "Jubileu") és un pel·lícula de culte de 1978 dirigida per Derek Jarman. El títol fa referència al jubileu de plata d'Elisabet II d'Anglaterra, ocurregut el 1977. La pel·lícula és una sàtira distòpica, fortament influïda pel moviment sociocultural punk anglès de 1970. És d'estructura episòdica i manca majoritàriament d'argument.
Hi actuen Jenny Runacre, Ian Charleson, i un elenc d'icones punk de l'època que inclou Jordan (celebritat punk, protegida de Malcolm McLaren), Toyah Willcox, Nell Campbell, Adam Ant, Hermine Demoriane i Wayne County. A més a més de les actuacions de Wayne County i Adam and the Ants, hi fan un cameo els grups de The Slits i Siouxsie and the Banshees. Brian Eno en va compondre la banda sonora.
El director va filmar en els barris més empobrits de Londres, i que conservaven ruïnes del Blitz de la segona guerra mundial.

## Trama
La reina Elisabet I d'Anglaterra (Jenny Runacre) és transportada 400 anys vers el futur amb l'ajut de l'esperit guia Ariel (un personatge de La tempesta de William Shakespeare), qui és invocat per l'ocultista John Dee (Richard O'Brien). La reina arriba a la Gran Bretanya desolada de 1970, i observa la decadència social i física de la ciutat, a través de les activitats d'un grup de nihilistes conformat per Amyl Nitrate (Jordan), Bod (Jenny Runacre de nou, qui fa un paper doble), Chaos (Hermine Demoriane), Crabs (Nell Campbell), i Mad (Toyah Willcox).

## Reaccions
Jarman va gravar Jubilee en 6 setmanes a diferents emplaçaments de Londres, amb un pressupost escàs de 200.000 £. Molt del metratge es va enregistrar al seu estudi al Thames. La majoria de les escenes d'exterior es van enregistrar al moll de Butler i Shad Thames, que aleshores eren barris de Londres sense gentrificar i plens d'edificis ruinosos.
La pel·lícula va guanyar-se molts crítics en el cercles punk britànics. La dissenyadora de moda Vivienne Westwood va confeccionar una samarreta sobre la qual va imprimir una carta oberta a Jarman, on denunciava la mala interpretació que havia fet del punk. La banda Siouxsie and the Banshees, que també apareix al film, es va distanciar de Jarman i més tard va qualificar la pel·lícula de "porqueria hippy".
La publicació Variety va qualificar Jubilee com un dels films britànics més originals, agosarats i excitants de la dècada. Altres publicacions, com per exemple la influent NME, la van detestar. Segons el crític David Pirie, la pel·lícula roman original en la seva concepció, i mereix el títol de primera pel·lícula punk oficial britànica.
Segons Tony Peake, biògraf de Jarman, el director era crític amb la fascinació pel feixisme del moviment punk, i es burlava de la seva estupidesa i violència. Una de les intencions de la pel·lícula era mostrar que tothom és corruptible, fins i tot aquells més iconoclastes.
La pel·lícula és considerada avui dia un clàssic de culte.